# Raul Olivo
Raúl Olivo, właściwie Raúl Alejandro Olivo Osorio (ur. 8 stycznia 1976 w Caracas) – wenezuelski aktor telewizyjny, model i piosenkarz.

## Życiorys
Rozpoczął swoją karierę jako model dla międzynarodowych marek odzieżowych takich jak Hugo Boss, Calvin Klein, Armani i Tommy Hilfiger. Pojawiał się w reklamach telewizyjnych, m.in. Pepsi-Cola, Jockey, Polar, Coca-Cola, Ford i Vértigo.
Jego pierwszą rolą serialową była postać Alvaro, trenera w serialu Anioł zbuntowany (Ángel rebelde, 2004) u boku Víctora Noriegi.
W 2011 jako piosenkarz śpiewający w języku hiszpańskim zadebiutował albumem Mi Forma de Vivir (Mój sposób na życie), gdzie znalazły się utwory: „Te Prometí”, „Don't you know”, „Mi forma de vivir”, „Cambiarme por él”, „Enamorado” i „Sin darnos cuenta”.
Był związany z Gaby Espino, mieli się pobrać 14 lutego 2003. Romansował z Adrianą Cataño, dziewczyną „Playboy”.

## Filmografia

### Telenowele
- 2004: Zbuntowany Anioł (Ángel rebelde) jako Alvaro
- 2006: Piękni i ambitni (Bellas y ambiciosas) jako Horche
- 2007: Osaczona (Acorralada) jako Emilio
- Tocando Fondo
- Najdłuższa minuta w moim życiu (The longest minute of my life)
- 2007: Isla Paraiso jako Ulises
- Wszystko dla miłości (Todo por Amor)
- 2008: Zakupiona miłość (Amor comprado) jako Enrique
- Con los Hombres no hay manera
- Jeśli mnie kochasz, zabij męża (Si me amas, mata a mi marido)
- Syn mój mąż (El Hijo de mi Marido)
- 2014: Dziewicza ulica (Virgen de la Calle) jako Manolo